# Bao Hà
Bao Hà (chữ Hán giản thể:包河区, âm Hán Việt: Bao Hà khu) là một quận thuộc địa cấp thị Hợp Phì, tỉnh An Huy, Cộng hòa Nhân dân Trung Hoa. Quận Bao Hà được chia thành 5 nhai đạo biện sự xứ, 2 trấn, 1 hương và một khu công nghiệp.
- Nhai đạo biện sự xứ: Thường Thanh, Ninh Quốc lộ, Vu Hồ Lộ, Sào Hồ Lộ, Lạc Cương.
- Trấn: Nghĩa Hưng, Nghĩa Thành.
- Hương: Đại Vu.
- Khu công nghiệp: Bao Hà